# Wilhelm Bauer (Kirchenrat)
Wilhelm Bauer (* 1. Dezember 1889 in Kahla; † 3. März 1969 in Kempfenhausen) war ein deutscher evangelisch-lutherischer Kirchenrat.

## Leben
Bauer studierte nach Ablegung der Abiturprüfung Pädagogik und Philosophie. Nach einigen Jahren Lehrerdienst wurde er zum Studienrat ernannt. Er legte eine Dissertation zu einem Thema der Philosophie vor und wurde zum Doktor der Philosophie promoviert. Anfang der 1930er Jahre trat er in den Dienst der Thüringer Evangelischen Kirche und wurde Direktor der Kirchlichen Nachrichten- und Pressestelle in Eisenach. In dem von ihm 1935 herausgegebenen Buch „Feierstunden Deutscher Christen“ kamen neben Bibelzitaten auch Autoren wie Adolf Hitler zu Wort. Zugleich betätigte er sich als Schriftleiter der Zeitschrift „Deutsche Frömmigkeit“, in der die Positionen der Deutschen Christen vertreten wurden. In einer ihrer Ausgaben bekundete er: „Wir sind Nationalsozialisten. Der Nationalsozialismus bedeutet uns die Wiederaufrichtung einer wahrhaften Volksordnung auf dem Grunde der ewigen Gesetze unseres Blutes und unserer Heimaterde.“ Im Jahre 1939 erklärte er seine Mitarbeit am Institut zur Erforschung und Beseitigung des jüdischen Einflusses auf das deutsche kirchliche Leben. Zu Beginn der 1940er Jahre wurde er stellvertretender Studienleiter des Thüringer Predigerseminars. Nach der Befreiung vom Nationalsozialismus lebte Bauer in der Bundesrepublik Deutschland, publizierte dort weiter und starb in einem Ort am Starnberger See im Freistaat Bayern.

## Schriften
- Gebete für das deutsche Haus / [Wilhelm Bauer]. Volksdienst d. Thür. ev. Kirche [, Postschließfach 139], Eisenach 1934, DNB 572158572
- Feierstunden Deutscher Christen / Wilhelm Bauer, Verl. Dt. Christen, Weimar 1935, DNB 572158564
- Im Umbruch der Zeit / Wilhelm Bauer. Verl. Deutsche Christen, Weimar 1935, DNB 572158610, DNB 572158602
- Wesen und Aufgabe einer deutschen Pfarrgemeinde / Wilhelm Bauer. Verl. [Kirchenbewegg] Deutsche Christen, Weimar 1937, DNB 578816385
- Deutsche Kultur von 1830 bis 1870 / Wilhelm Bauer. Athenaion, Potsdam 1937, DNB 450264165, DNB 579146383
- Wir sind tausend und sind eins : Eine Auslese / Gedichte v. Wilhelm Bauer [u. a.]. Verl. Deutsche Christen, Weimar 1938, DNB 363094857
- Wehrhafter Glaube : Ein Beitr. zur inneren Wehrhaftmachung unseres Volkes / Wilhelm Bauer. Amthorsche Verlbh., Leipzig 1939, DNB 572158599, DNB 572158580